# Jutgesses i Jutges per a la Democràcia
Jutgesses i Jutges per a la Democràcia (en castellà: Juezas y Jueces para la Democracia), anteriorment conegut com Jutges per a la Democràcia (en castellà: Jueces para la Democracia), és una de les cinc associacions professionals de jutges espanyols. És una organització civil de jutges i magistrats d'Espanya amb seu a Madrid fundada el 1984 per escissió de l'Associació Professional de la Magistratura (APM).
Constituïda com a corrent progressista dins de l'APM el 28 de maig de 1983, va acabar per constituir una organització pròpia en ser prohibida la seva existència al IV Congrés de l'APM. És la tercera associació per nombre de membres, superada per l'APM i per l'FV. Actualment compta amb 520 associats.
Està regida per un Secretariat compost per nou membres i un Comitè Permanent, que es renoven en congrés cada dos anys. Les seves finalitats declarades són promoure les condicions per fer efectius els valors constitucionals, la defensa dels seus associats, la de la independència del poder judicial, reclamar tot els mitjans que possibilitin la legitimació democràtica d'aquest poder i la realització d'estudis jurídics i legals.
Sosté la Fundació Antonio Carretero per «fomentar i promoure tot tipus d'estudis, cursos i investigacions i qualssevol altres activitats de caràcter científic i cultural o d'interès social, canalitzant les relacions entre la societat i el món del Dret» i forma part de Magistrats Europeus per a la Democràcia i les Llibertats.